# Клео (певица)
Клео, настоящее имя Йоанна Кристина Клепко (пол. Joanna Krystyna Klepko; род. 25 июня 1983 года, Щецин, ПНР) — польская певица, которая совместно с Донатаном, была выбрана представить Польшу на конкурсе песни «Евровидение 2014», с песней «My Słowianie».

## Биография
Окончила Варшавский университет естественных наук, имеет диплом магистра-инженера по специальности «ландшафтная архитектура».
С началом творческой карьеры принимала участие во многих проектах: была участницей госпел-хора Soul Connection, выкладывала в интернет собственные версии известных хитов исполнителей вроде Уитни Хьюстон и Lucy Pearl, сотрудничала с рядом польских музыкантов: представителями хип-хоп сцены (Pezet, Onar, Pih, группа Endefis), а также командой Wet Fingers, исполняющей клубную музыку.
В 2011 приняла участие в первом сезоне польской версии шоу талантов X Factor, исполнив на судейском прослушивании песню Creedence Clearwater Revival «Proud Mary» (также известную в трактовке Тины Тёрнер), но не смогла пробиться в следующий этап.

## Дискография

### Альбомы
- 2014 — Hiper/Chimera (с Донатаном)
- 2016 — Bastet
- 2020 — superNOVA
- 2022 — vinyLOVA

### Синглы
- 2013 — My Słowianie (с Донатаном)
- 2014 — Cicha woda (с Донатаном и Sitek)
- 2014 — Slavica (с Донатаном)
- 2014 — Brać (с Донатаном и Enej)
- 2014 — Sztorm (с Донатаном)